# شرلی تمپل (نوشیدنی)
شرلی تمپل (انگلیسی: Shirley Temple) نوعی نوشیدنی مخلوط غیرالکلی است. دستور العمل ساخت شرلی تمپل مدرن ممکن است به‌طور جزئی یا کامل جایگزین نوشابه لیمو یا لیموناد و گاهی اوقات آب پرتقال در بخشی از آن شود. شرلی تمپل مانند نوشیدنی‌های روی راجرز و آرنولد پالمر اغلب به عنوان جایگزینی برای کوکتل‌های الکلی سرو می‌شود.
این کوکتل ممکن است توسط یک متصدی بار در یک رستوران در وست هالیوود، کالیفرنیا، برای سرو کردن شرلی تمپل (بازیگر خردسال آن زمان) اختراع شده باشد. با این حال، ادعاهای دیگری در مورد منشأ آن مطرح شده‌است.